# Henri Trannin
Henri Trannin est un footballeur français, né le 17 décembre 1919 à Bully-les-Mines et mort le 28 juillet 1974 à Lens.
La tribune "ouest" du Stade Bollaert-Delelis porte son nom depuis le 4 décembre 1976.

## Carrière
Il arrive au club pour la saison 1937/38, en tant que gardien de but.
Par la suite, il s'occupe des jeunes lensois, ainsi que du recrutement. C'est lui qui déniche Georges et Bernard Lech, Ahmed Oudjani ou encore Bernard Placzek. Il crée même des écoles de détection à l'échelle nationale.
De 1952 à 1956, il occupe le poste de directeur sportif du RCL.
Il disparaît à l'âge de 55 ans, et quelques jours avant la reprise du championnat, en 1974.